# Kondor Béla
Kondor Béla (Pestszentlőrinc, 1931. február 17. – Budapest, 1972. december 12.) kétszeres Munkácsy-díjas, posztumusz Kossuth-díjas magyar festőművész, grafikus, költő. Sokoldalú személyiségként a grafika és a festészet mellett verset és prózát is írt, repülőmodelleket és hangszereket készített, a fényképezésben új utakat keresett, játszott orgonán, zongorán és régi hangszereken is.

## Életútja
Szülei Szedő Erzsébet és Kondor Béla voltak, a család Pestszentlőrincen lakott egy családi házban. 1937-től 1941-ig a Wlassics Gyula utcai elemi iskolába járt, ahol hamar kitűnt képzőművészeti tehetsége. Kamaszként csendéleteket festett, verseket írt és repülőmodelleket készített. A repülés iránti szenvedélye egész életén végigvonult, művészetében is nyomot hagyott.
Középiskolai tanulmányait a Wlassics Gyula utcai iskola épületében működő Magyar Királyi Állami Gimnáziumban kezdte meg 1941-ben, de a világháború félbeszakította tanulmányait. A család többszöri költözés után Angyalföldön állapodott meg.
1951–1956 között járt a Magyar Képzőművészeti Főiskolára. Harmadéves koráig a festő szakra járt, ahonnan Szőnyi mester „alapvető szakmai-szemléletbeli ellentétek” miatt eltanácsolta, Koffán Károly azonban átvette a grafika szakra, ott diplomázott. 
Barcsay Jenő, Kmetty János és Koffán Károly tanítványa volt. A festő szakon nem sok újat tanult, sajátos stilisztikai eszközeinek szinte a főiskola kezdetétől birtokában volt. Diplomamunkáját, melyet 1956 nyarán védett meg, a vizsgabizottság által anakronisztikusnak tartott Jelenetek Dózsa György idejéből című hétrészes rézkarcsorozata volt. Ennek néhány darabja később mély benyomást tett Albert Camus-re, aki megnyitó beszéddel készült Kondor tervezett párizsi kiállítására.
Már főiskolás korában illusztrált könyveket. Kiállításokon 1954-től szerepelt. 1957-ben Párizsban járt tanulmányúton. 1961-ben Miamiban volt kiállítása. 1964-ben Székesfehérvárott, 1965-ben a budapesti Ernst Múzeumban, 1971-ben a Műcsarnokban gyűjteményes kiállítással jelentkezett. 

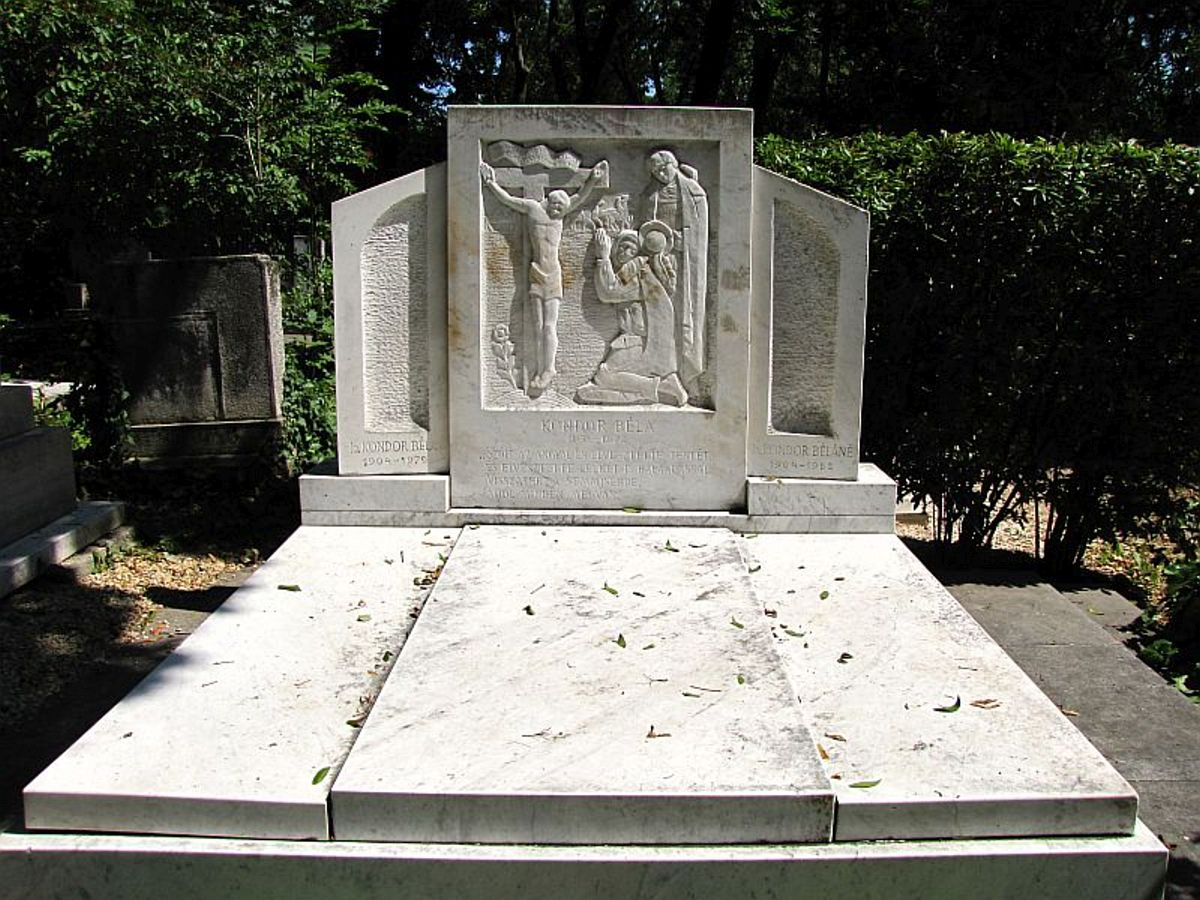
Kondor Béla sírja Budapesten. Farkasréti temető: 6/9-1-1/2. Búza Barna alkotása

41 évesen szívrendellenességben halt meg.

## Munkássága
Kondor művészete szakított az 1950-es évekre jellemző leíró grafikával. Festészetében nagy szerepe volt az erőteljes vonalaknak és a műveit átható szenvedélyes belső átélésnek. „Boschig, Dürerig visszamenőleg izgatta minden előzmény, amely a szuggesztívebb közlést szolgálhatta, és hatalmas képzelőerővel, bravúros technikával fejezte ki egy illúziókat vesztett és illúzióktól menekvő nemzedék rend utáni vágyát”. Kompozícióiban az alkotás minden része sajátos jelentést hordoz és ezek szimbólumrendszeren keresztül kapcsolódnak egymáshoz.
Legtöbb álmát, gondolatát, vívódását rézlemezekbe karcolta, a rézkarctechnikának már a főiskola elvégzésekor kiváló mestere volt. Rézkarcain az egyik fő motívum a repülőgép, amelynek modelljeit gyakran maga is elkészítette. A repülőgép szárnyainak ősét Ikarus hordta vállain. Kondor Bélánál a repülőgép szárnyai a térben vagy gondolatban való emberi szárnyalást szimbolizálják. Élete utolsó éveiben műtermében levő pálcikákból készített repülőgép-szerkezeteit fényképezte (Csend és Katasztrófa sorozatok).
Halála után számos emlékkiállításon mutatták be műveit hazánkban és külföldön, műveit több közgyűjtemény, köztük a Magyar Nemzeti Galéria, a pécsi Janus Pannonius Múzeum, a Kiscelli Múzeum, a szentendrei Ferenczy Múzeum, a Budapesti Történeti Múzeum őrzi. Életében festményt és grafikát nem vásároltak tőle a közgyűjtemények, többnyire könyvillusztrációkból biztosította megélhetését.
Verseit költő kortársai, köztük Nagy László, Jékely Zoltán, Pilinszky János és Csukás István is elismerték, életében egyetlen megjelent kötetét mégis csak mint a képzőművész melléktermékét fogadta a korabeli kritika.

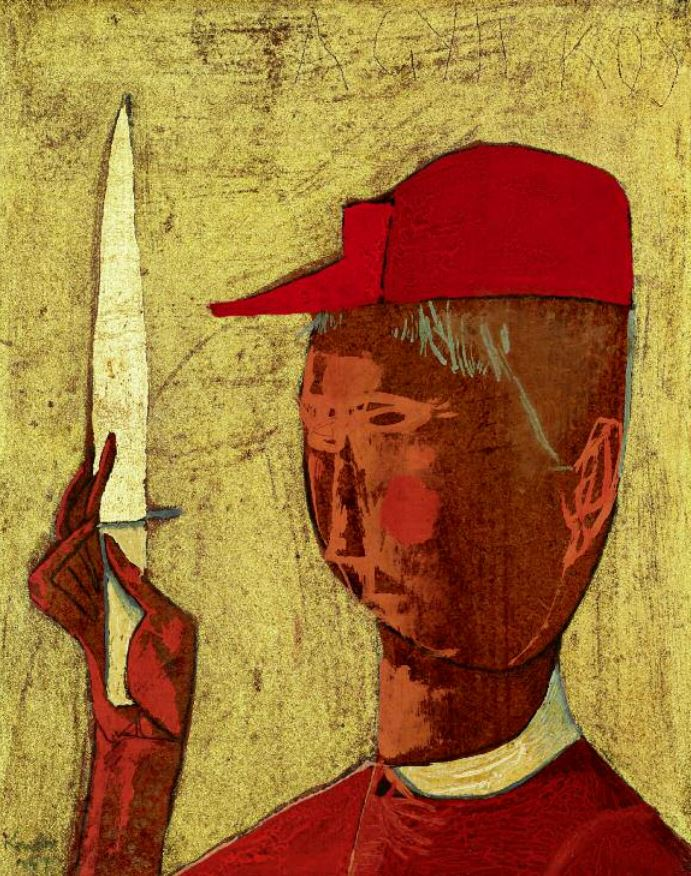

## Főbb művei
- Apokalipszis bábokkal… (1956)
- Szárnyas farkas (1958)
- Csokonai (1958)
- Emberpár (1959)
- Késes ember (Gyilkos, 1959)
- Menedéket! (1959-1960)
- A műtücsök felbocsátása (1960)
- A budapesti Építészpince falfestményei (1960-as évek eleje; elpusztult)[6]
- Jónás (1963)
- Darázskirály (1963, a Magyar Posta 2004-ben kiadta a 77. Bélyegnap alkalmából)
- Pléhkrisztus (1964)
- A géprepülés géniusza (1964)
- Blake illusztrációk (1964-1965)
- Szt. Antal megkísértése (1966)
- Kolostoralapítás I–II. (1966)
- Szt. Margit legendája (falikép, 1968)
- Plakát (1968)
- Próféta (1968)
- Itélkező (Késes angyal) (1969)
- Az öreg király (1969)
- Űrhajósok (1970)
- Krisztus I–II–III. (1971)
- Balatoni emlék (1971)
- A szentek bevonulása a városba (1971-72)
- Gyilkosság az Olympián (1972)
- Ezékiel (1972)
- Szárnyasoltár Dózsa emlékére (1972)
- Az Angyal megjelenik Lóthnak (1972)
- Jeruzsálem pusztulása (1972)

## Jelentősebb kiállításai
- 1958 – Luganoi Nemzetközi grafikai kiállítás
- 1960 – Önálló kiállítás a Fényes Adolf teremben
- 1962 – Miami-i és a Floridai Múseum of Modern Art kiállítása
- 1963 – Párizsban a fiatal művészek biennáléja

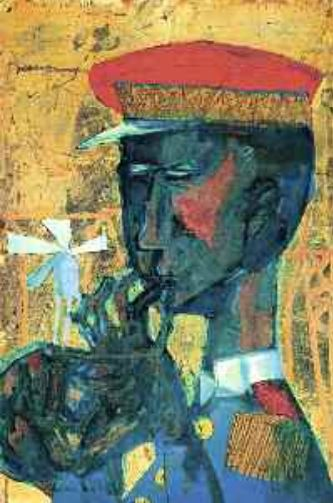

- 1963 – Miskolci II. Grafikai Biennálé
- 1964 – Önálló kiállítás a székesfehérvári István király Múzeumban
- 1964 – Önálló kiállítás a budapesti Dürer-teremben
- 1964 – Önálló kiállítás a szabadkai Városi Múzeum Szalonjában
- 1964 – Tokioi IV Nemzetközi Grafikai Biennálé
- 1965 – Miskolci III. Grafikai Biennálé
- 1965 – Sao Paolo-i VIII. Biennálé
- 1965 – Önálló kiállítás a budapesti Ernst Múzeumban
- 1967 – Bécsi Collegium Hungaricum kiállítása
- 1968 – Velencei XXXIV. Biennálé
- 1970 – Önálló kiállítás a budapesti Műcsarnokban
- 1972 – Kiállítás a budapesti Dorottya utcai teremben
- 1973 – Kondor Béla Emlékkiállítása – Tihanyi Múzeum, 1973. (fél évvel a halála után, az első gyüjteményes tárlat)
- 1974 – hagyatéki emlékkiállítás a budapesti Magyar Nemzeti Galériában
- 1975 – hagyatéki emlékkiállítás a Miskolci Galériában

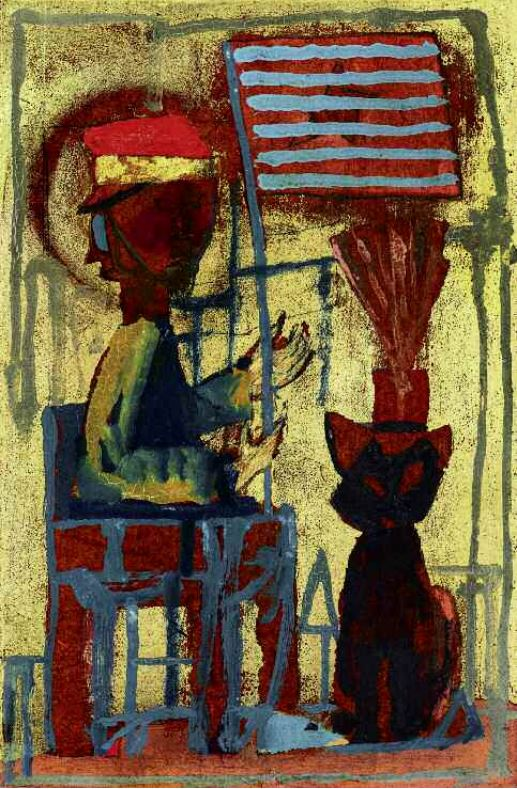

- 1975 – Kiállítás a szentendrei Művésztelepen
- 1975 – Kiállítás a szegedi Móra Ferenc Múzeumban
- 1991 – Kondor Béla (1931-1972) irodalmi illusztrációi – Petőfi Irodalmi Múzeum
- 2012 – Gyűjteményes kiállítás, Debrecen – MODEM
- 2017 – Gyűjteményes kiállítás, a Várkert Bazár Testőrpalotájában[7]

## Szépirodalmi kötetei
- Boldogságtöredék. Versek és rajzok; ill. a szerző; Szépirodalmi, Budapest, 1971
- Jelet hagyni; sajtó alá rend. Győri János; Szépirodalmi, Budapest, 1974
- Versek, karcok; Megyei Könyvtár, Békéscsaba, 1982
- Angyal a város felett. Összegyűjtött versek. Kondor-képekkel; összeáll., szöveggond., utószó Győri János; Szépirodalmi, Budapest, 1987
- Másutt a Béke. Versek, versprózák, képek; összegyűjt, szerk., utószó Győri János, képvál. Kondor Mária; Kijárat, Budapest, 2001
- Küszködni lettél. Vers, verspróza, próza; összegyűjt., szerk., utószó, jegyz. Győri János; Kortárs, Budapest, 2006

## Díjai, kitüntetései
- Derkovits Gyula képzőművészeti ösztöndíj (1959)
- Országos grafikai biennálé nagydíja (1963)
- Tokiói Nemzetközi Grafikai Biennálé díjazottja (1965)
- Luganói Grafikai Biennále külön meghívottja (1966)
- Krakkói Nemzetközi Grafikai Biennálé díjazottja (1970)
- Munkácsy-díj (1965, 1971)
- Kossuth-díj (posztumusz, 1990)
- Magyar Örökség díj (posztumusz, 1996)

## Emlékezete
A Miskolci Galériában számos grafikája, festménye és fotója látható az ott helyet kapott állandó kiállításon. Budapesten egy dombormű (Varga Imre alkotása, Havanna lakótelepen felállítva 1983 óta) és egy mellszobor (Zsin Judit alkotása, Budapest XVIII. kerülete, Kossuth Lajos tér, felállítva 1999 óta) őrzi emlékezetét.